# Joseba Sarrionandia
Joseba Sarrionandia Uribelarrea (* 13. dubna 1958, Iurreta) je baskický spisovatel a překladatel.

## Životopis
Po ukončení studia baskické filologie na Universidad de Deusto v Bilbau vyučoval fonetiku v pobočce UNED v Bergaře.
V roce 1977 založil spolu se spisovatelem Bernardem Atxagem a hudebníkem Ruperem Ordorikem avantgardní časopis POTT, který přispěl k rozvoji moderní baskické literatury. Ve stejné době vstoupil, znechucen pofrankovskou politickou situací, do organizace ETA. V roce 1980 byl zatčen, mučen a za několik bankovních loupeží odsouzen k uvěznění. O pět let později se mu spolu s dalším vězněm podařilo utéct ukrytý v reproduktoru skupiny, která ve věznici koncertovala. Tento únik byl inspirací pro vznik písně Sarri, Sarri skupiny Kortatu. Od té doby žije Sarrionandia v utajení.
Mezi autory, jejichž díla přeložil, patří Samuel Taylor Coleridge, Konstantinos Kavafis, T. S. Eliot a Fernando Pessoa.

## Publikace
- Izuen gordelekuetan barrena, 1981.
- Narrazioak, 1983.
- Intxaur azal baten barruan. Eguberri amarauna, 1983.
- Alkohola poemak, 1984.
- Ni ez naiz hemengoa, 1985.
- Atabala eta euria, 1986.
- Marinel zaharrak, 1987.
- Marginalia, 1988.
- Ez gara gure baitakoak, 1989.
- Izeba Mariasunen ipuinak, 1989.
- Ainhoari gutunak, 1990.
- Ifar aldeko orduak, 1990.
- Gartzelako poemak, 1992.
- Han izanik hona naiz, 1992.
- Hnuy illa nyha majah yahoo, 1995.
- Miopeak, bizikletak eta beste langabetu batzuk, 1995.
- Hitzen ondoeza, 1997.
- Hau da nire ondasun guzia, 1999.
- Zitroi ur komikiak: Joseba Sarrionandia komikitan, 2000.
- Lagun izoztua, 2001.
- XX. mendeko poesia kaierak: Joseba Sarrionandia, 2002.
- Kolosala izango da, 2003.
- Akordatzen, 2004.
- Harrapatutako txorien hegalak, 2005.
- Munduko zazpi herrialdetako ipuinak, 2008.
- Gau ilunekoak, 2008.
- Idazlea zeu zara, irakurtzen duzulako, 2010.
- Moroak gara behelaino artean?, 2010.
- Narrazio guztiak (1979-1990), 2011.
- Durangoko Azoka 1965-2015. 2015.
- Lapur banden etika ala politika. 2015.
- Hilda dago poesia? ¿La poesía está muerta?. 2016.